# 成果
成果（1995年5月23日—），女，江苏无锡人，中国演員。毕业于中国传媒大学南广学院（今南京传媒学院）。因在都市喜剧《爱情公寓5》中饰演诸葛大力而被更多观众认识。

## 生平

### 早年经历
1995年5月23日，成果出生于江苏省无锡市，高中就读于无锡市的女校。高中毕业后，成果进入南广学院文化管理学院，主修国际文化贸易专业。

### 演艺经历
2018年7月，成果与上海恩乔依影视传媒有限公司签约。9月，成果主演的电影《塞罕坝上》开机，这部电影是她的第一部影视作品。在片中，成果饰演为塞罕坝奉献了一生的女主角秋兰。
2019年3月13日，由成果主演的都市青春爱情网剧《嘀！男友卡》在芒果TV播出。她在剧中饰演的刘芊芊，是位游戏设计天赋过人、爽朗率真的硬核少女。
2020年1月，由李佳航、娄艺潇、孙艺洲、李金铭领衔主演，张一铎、成果、万籽麟主演的都市爱情喜剧《爱情公寓5》在爱奇艺播出。片中，成果饰演高智商、高颜值、高学历的00后研究生学霸诸葛大力，并由此为更多观众所认识。

## 影视作品

### 电视剧/网络剧
| 首播年份 | 剧名           | 角色     | 备注     |
| 2019年   | 嘀！男友卡     | 刘芊芊   | 网络剧   |
| 2020年   | 爱情公寓5      | 诸葛大力 |          |
| 2022年   | 破事精英       | 欧阳莫菲 | 网络剧   |
| 2023年   | 破事精英2      | 欧阳莫菲 | 网络剧   |
| 2024年   | 喜卷常乐城     | 贾玉环   | 网络剧   |
| 2024年   | 度华年         | 上官雅   | 网络剧   |
| 2024年   | 婚内婚外       | 潘洁     | 网络剧   |
| 2025年   | 七月的风是甜的 | 宋七月   | 网络短剧 |
| 待播     | 窃心劫         |          | 网络短剧 |

### 电影
| 上映年份 | 电影名   | 角色 |
| 2023     | 我爱你   | 小晴 |
| 待上映   | 塞罕坝上 | 秋兰 |

## 綜藝節目
| 播出日期      | 電視台             | 節目名稱             |
| 2020年1月12日 | 爱奇艺             | 《神剧亮了》         |
| 2020年2月27日 | 腾讯视频           | 《鹅宅好时光》       |
| 2020年6月4日  | 芒果TV             | 《婆婆和妈妈》       |
| 2020年7月16日 | 腾讯视频、腾讯体育 | 《超新星运动会》     |
| 2024年7月13日 | 浙江卫视           | 《青春环游记第五季》 |